# Lista de aviões (N-S)
Lista de aviões: Pré-1914 | A-B | C-D | E-H | I-M | N-S | T-Z
Índice: N - O - P - Q - R - S

## N

### Naglo
- Naglo D.II

### Nakajima Aircraft Company
- Nakajima A2N
- Nakajima A4N
- Nakajima A6M2-N
- Nakajima B5N
- Nakajima B6N Tenzan
- Nakajima C6N Saiun
- Nakajima E2N
- Nakajima E4N
- Nakajima E8N
- Nakajima G5N Shinzan
- Nakajima G8N Renzan
- Nakajima G10N Fugaku
- Nakajima J1N Gekko
- Nakajima J5N Tenrai
- Nakajima Ki-4
- Nakajima Ki-27
- Nakajima Ki-34
- Nakajima Ki-43 Hayabusa
- Nakajima Ki-44 Shoki
- Nakajima Ki-48 Donryu
- Nakajima Ki-84 Hayate
- Nakajima Ki-87
- Nakajima Ki-115 Tsurugi
- Nakajima Ki-116
- Nakajima Ki-201 Karyu
- Nakajima Kikka
- Nakajima Type 91

### NAMC
- NAMC YS-11

### Nanchang
- Nanchang Q-5

### Nanjing Institute of Aeronautics
- ChangKong-1
- ChangKong-2

### Naval Aircraft Factory
- Curtiss F5L
- Naval Aircraft Factory BN & BS
- Naval Aircraft Factory CS-3
- Naval Aircraft Factory GB Giant Boat
- Naval Aircraft Factory MF
- Naval Aircraft Factory N-1
- Naval Aircraft Factory N2N
- Naval Aircraft Factory N3N Canary
- Naval Aircraft Factory XN5N
- Naval Aircraft Factory NM
- Naval Aircraft Factory NO
- Naval Aircraft Factory XOSN
- Naval Aircraft Factory OS2N Kingfisher
- Naval Aircraft Factory PBN Nomad
- Naval Aircraft Factory PN
- Naval Aircraft Factory P2N
- Naval Aircraft Factory P4N
- Naval Aircraft Factory PT
- Naval Aircraft Factory SA
- Naval Aircraft Factory SBN
- Naval Aircraft Factory SON Seagull
- Naval Aircraft Factory SP
- Naval Aircraft Factory T2N
- Naval Aircraft Factory TDN
- Naval Aircraft Factory TD2N
- Naval Aircraft Factory TD3N
- Naval Aircraft Factory TF
- Naval Aircraft Factory TG
- Naval Aircraft Factory TN
- Naval Aircraft Factory TR
- Naval Aircraft Factory TS
- Naval Aircraft Factory VE

### Neiva
- Neiva B Monitor
- Neiva EMB-202 Ipanema
- Neiva EMB-710 Carioca
- Neiva EMB-711 Corisco
- Neiva EMB-711 ST Corisco Turbo
- Neiva EMB-712 Tupi
- Neiva EMB-720 Minuano
- Neiva EMB-721 Sertanejo
- Neiva EMB-721 Sertanejo II
- Neiva EMB-810 Seneca II
- Neiva EMB-810 Seneca III
- Neiva EMB-820 Navajo
- Neiva P-56 Paulistinha
- Neiva Regente
- Neiva T-25 Universal
- Planador BN-1

### NHI
- NHI NH90

### Nieuport
- Nieuport 11
- Nieuport 12
- Nieuport 16
- Nieuport 17
- Nieuport 20
- Nieuport 23
- Nieuport 24
- Nieuport 27
- Nieuport Monoplane
- Nieuport Nighthawk
- Nieuport Nightjar
- Nieuport Scout
- Nieuport-Delage Ni-D.622

### Noorduyn
- Noorduyn C-64 Norseman

### Nord Aviation
- Nord Noratlas
- Nord Norecrin

### North American Aviation
- North American A-2 Savage
- North American A-5 Vigilante
- North American A-27
- North American A-36 Apache
- North American AJ Savage
- North American B-25 Mitchell
- North American B-45 Tornado
- North American F-1 Fury
- North American F-82 Twin Mustang
- North American F-86 Sabre
- North American F-100 Super Sabre
- North American FJ Fury
- North American Harvard
- North American NA-26
- North American NA-44
- North American O-47
- North American OV-10 Bronco
- North American P-51 Mustang
- North American P-64
- North American T-2 Buckeye
- North American T-6 Texan
- North American T-28 Trojan
- North American T-39 Sabreliner
- North American X-10
- North American X-15
- North American XB-21
- North American XB-28 Dragon
- North American XB-70
- North American XF-108 Rapier
- North American XP-78
- North American YF-107 Ultra Sabre
- North American Yale
- North American YF-93
- North American YF-95
- North American/Rockwell 100 Darter/Lark Commander
- North American/Ryan Navion

### Northrop Corporation
- Northrop A-17
- Northrop A-33
- Northrop A-9
- Northrop B2T
- Northrop B-35
- Northrop B-49
- Northrop BT
- Northrop C-19 Alpha
- Northrop C-100 Gamma
- Northrop C-125 Raider
- Northrop Delta
- Northrop F-5 Freedom Fighter
- Northrop F-20 Tigershark
- Northrop F-89 Scorpion
- Northrop F2T Black Widow
- Northrop HL-10
- Northrop N-9M
- Northrop N3P
- Northrop Nomad
- Northrop P-61 Black Widow
- Northrop P-64
- Northrop RF-5 Tigereye
- Northrop RF-61 Reporter
- Northrop T-38 Talon
- Northrop Tacit Blue
- Northrop X-4 Bantam
- Northrop X-21
- Northrop XA-16
- Northrop XP-56 Black Bullet
- Northrop XP-79 Flying Ram
- Northrop YA-9
- Northrop YA-13
- Northrop YB-49
- Northrop YF-17 Cobra
- Northrop Grumman B-2 Spirit
- Northrop Grumman X-47 Pegasus
- Northrop/McDonnell Douglas YF-23 Black Widow II

### Nuri Demirag
- Nuri Demirag NuD-36
- Nuri Demirag NuD-38

### NZAI
- NZAI CT-4 Airtrainer

## O

### OKB-1
- OKB-1 EF 140

### Opel
- Opel RAK.1

### Orbital Sciences Corporation
- Orbital Sciences X-34

## P

### Pacific Aerospace
- Pacific Aerospace Airtrainer
- Pacific Aerospace Cresco
- Pacific Aerospace Fletcher

### Panavia Aircraft GmbH
- Panavia Tornado

### Panha
- Panha Shabaviz 2-75

### Parnall
- Parnall Heck III
- Parnall Panther

### Partenavia
- Partenavia P.68

### PBN
- PBN Defender

### Percival
- Percival Pembroke
- Percival Petrel
- Percival Prentice
- Percival Proctor
- Percival Provost
- Percival Q6
- Percival Vega Gull

### Performance Aircraft
- Performance Aircraft Legend

### Pereira
- Pereira X-28 Sea Skimmer

### Petlyakov
- Petlyakov Pe-2
- Petlyakov Pe-8

### Peyret
- Peyret-Abrial A-5 Rapace

### Pfalz
- Pfalz D.III
- Pfalz D.XII
- Pfalz Dr.I
- Pfalz E.I
- Pfalz E.II

### Piaggio
- Piaggio P.149
- Piaggio P.166
- Piaggio P.180 Avanti

### Piasecki
- Piasecki CH-21 Shawnee

### Pietenpol
- Pietenpol Air Camper
- Pietenpol Sky Scout

### Pilatus
- Pilatus P-2
- Pilatus P-3
- Pilatus PC-6 Porter and Turbo Porter
- Pilatus PC-7
- Pilatus PC-9
- Pilatus PC-11/Pilatus B-4
- Pilatus PC-12
- Pilatus PC-21
- Pilatus SB-2 Pelican

### Pine
- Super "V" Bonanza

### Pioneer
- Pioneer RQ-2 Pioneer

### Piper
- Piper Aerostar
- Piper Apache
- Piper Archer
- Piper Arrow
- Piper Aztec
- Piper C-83 Coupe
- Piper Cherokee
- Piper Cherokee Arrow
- Piper Cherokee Six
- Piper Cheyenne
- Piper Chieftan
- Piper Comanche
- Piper Cub
- Piper Dakota
- Piper Family Cruiser
- Piper Malibu
- Piper Malibú Mirage
- Piper Malibú Matrix
- Piper Malibu Meridian
- Piper Navajo
- Piper Pacer
- Piper Pawnee
- Piper Pawnee Brave
- Piper Saratoga
- Piper Seminole
- Piper Seneca
- Piper Super Cub
- Piper Tomahawk
- Piper Tri-Pacer
- Piper Twin Comanche
- Piper Vagabond
- Piper Warrior

### Pitcairn
- Pitcairn Mailwing

### Plage & Laśkiewicz(Lublin)
- Lublin R-VII
- Lublin R-VIII
- Lublin R-IX
- Lublin R-X
- Lublin R-XI
- Lublin R-XII
- Lublin R-XIII
- Lublin R-XIV
- Lublin R-XV
- Lublin R-XVI
- Lublin R-XVII
- Lublin R-XVIII
- Lublin R-XIX
- Lublin R-XX
- Lublin R-XXI
- Lublin R-XXII

### Pober
- Pober Pixie
- Pober Super Ace

### Polikarpov
- Polikarpov I-16
- Polikarpov Po-2

### Potez
- Potez 25
- Potez 29
- Potez 33
- Potez 39
- Potez 141
- Potez 402
- Potez 452
- Potez 540
- Potez 585
- Potez 630
- Potez 631
- Potez 633
- Potez 637
- Potez 63.11
- Potez 65
- Potez 662
- Potez-Heinkel CM-191

### Putzer
- Putzer Elster

### PZL
- PZL Ł-2
- PZL P.1
- PZL.5
- PZL P.7
- PZL P.11
- PZL.19
- PZL.23 Karaś
- PZL P.24
- PZL.26
- PZL.27
- PZL.30 Żubr
- PZL.37 Łoś
- PZL.38 Wilk
- PZL.43 Karaś
- PZL.44 Wicher
- PZL.45 Sokół
- PZL.46 Sum
- PZL.48 Lampart
- PZL.49 Miś
- PZL.50 Jastrząb
- PZL.54 Ryś
- PZL.62
- PZL-104 Wilga
- PZL-110 Koliber
- PZL M-18 Dromader
- PZL Swidnik Mi-2
- PZL Swidnik SW-4
- PZL Swidnik W-3 Sokół
- PZL TS-8 Bies
- PZL TS-11 Iskra
- PZL TS-16 Grot

## R

### Raytheon
- Raytheon Beechcraft 1900
- Raytheon Beechcraft Baron
- Raytheon Beechcraft Bonanza
- Raytheon Beechcraft King Air
- Raytheon Beech T-6 Texan II
- Raytheon CT-156 Harvard II
- Raytheon 390 Premier I
- Raytheon 390 Premier IA
- Raytheon Beechjet 400A
- Raytheon Hawker 400XP
- Raytheon Hawker 750
- Raytheon Hawker 750XP
- Raytheon Hawker 800
- Raytheon Hawker 800XP
- Raytheon Hawker 850
- Raytheon Hawker 850XP
- Raytheon Hawker 1000
- Raytheon Hawker Horizon
- Raytheon Hawker 4000
- Raytheon Sentinel

### Rearwin
- Rearwin C-102 Speedster

### Reggiane
- Reggiane Re.2000 Falco
- Reggiane Re.2001 Falco II
- Reggiane Re.2002 Ariete
- Reggiane Re.2003
- Reggiane Re.2004
- Reggiane Re.2005 Bifusoliera
- Reggiane Re.2005 Sagittario
- Reggiane Re.2006
- Reggiane Re.2007
- Reggiane Re.2008
- Caproni-Reggiane Ca.400
- Caproni-Reggiane Ca.8000

### Republic
- Republic F-84 Thunderjet/Thunderstreak/Thunderflash
- Republic XF-91 Thunderceptor
- Republic F-105 Thunderchief
- Republic P-43 Lancer
- Republic P-44 Rocket
- Republic P-47 Thunderbolt
- Republic Seabee
- Republic XF-103
- Republic XP-69
- Republic XP-72
- Republic YF-96

### RFB
- RFB Fantrainer
- RFB X-114

### Rikugun
- Rikugun Ki-93

### Robin
- Robin DR 400
- Robin DR 500
- Robin HR 200
- Robin R 2000
- Robin R 3000

### Robinson
- Robinson R22
- Robinson R-44

### Rockwell
- Rockwell B-1 Lancer
- Rockwell Commander 112
- Rockwell Commander 114
- Rockwell 500 Commander
- Rockwell 520 Commander
- Rockwell 560 Commander
- Rockwell 680 Commander
- Rockwell 685 Commander
- Rockwell 720 Commander
- Rockwell OV-10 Bronco
- Rockwell T-2 Buckeye
- Rockwell Sabreliner
- Rockwell Thrush Commander
- Rockwell X-30
- Rockwell-MBB X-31
- Space Shuttle

### Rogožarski
- Fizir F1V series
- Rogožarski AZR
- Rogožarski PVT
- Zmaj Fizir FN
- Rogožarski PVT-H
- Rogožarski SIM-Х
- Rogožarski IK-3
- Rogožarski R-100
- Rogožarski SIM-VI
- Rogožarski SIM-XI
- Rogožarski SIM-XII-H
- Rogožarski SIM-VIII
- Rogožarski SIM-XIV-H
- Rogožarski SIM-XIVB–H
- Rogožarski Brucoš
- Rogožarski R-313

### Roland
- Roland D.II
- Roland D.VI

### Rolls-Royce
- Rolls-Royce Thrust Measuring Rig

### Royal Aircraft Factory
- Royal Aircraft Factory BE.1
- Royal Aircraft Factory BE.2
- Royal Aircraft Factory BE.3
- Royal Aircraft Factory BE.4
- Royal Aircraft Factory BE.8
- Royal Aircraft Factory BE.12
- Royal Aircraft Factory FE.2
- Royal Aircraft Factory FE.8
- Royal Aircraft Factory RE.1
- Royal Aircraft Factory RE.5
- Royal Aircraft Factory RE.7
- Royal Aircraft Factory RE.8
- Royal Aircraft Factory SE.2
- Royal Aircraft Factory SE.5

### Rumpler
- Rumpler Taube
- Rumpler C.IV

### Ruschmeyer
- Ruschmeyer R 90

### Rutan
- Rutan Defiant
- Rutan Long-EZ
- Rutan VariEze
- Rutan VariViggen

### RWD
- RWD-1
- RWD-2
- RWD-3
- RWD-4
- RWD-5
- RWD-6
- RWD-7
- RWD-8
- RWD-9
- RWD-10
- RWD-11
- RWD-12
- RWD-13
- RWD-14
- RWD-15
- RWD-16
- RWD-17
- RWD-18
- RWD-19
- RWD-20
- RWD-21
- RWD-22
- RWD-23
- RWD-24
- RWD-25
- RWD-26

### Ryan
- Ryan FR Fireball
- Ryan PT-22 Recruit
- Ryan VZ-3 Vertiplane
- Ryan VZ-11 Vertifan
- Ryan XV-5A
- Ryan XF2R Dark Shark
- Ryan STM
- Ryan X-13 Vertijet

## Q

### Quickie Aircraft Corporation
- Quickie
- Quickie Q2
- Quickie Q200

## S

### Saab AB
- Saab 17
- Saab 21
- Saab 91 Safir
- Saab 340
- Saab 2000
- Saab Draken
- Saab Gripen
- Saab Gripen NG
- Saab Lansen
- Saab S-100B Argus
- Saab Tunnan
- Saab Viggen

### SAGEM
- SAGEM Sperwer

### SAI
- KZ I
- KZ II
- KZ III
- KZ IV
- KZ VII
- KZ VIII
- KZ X

### Saunders-Roe
- Saro A7
- Saro Cloud
- Saro Lerwick
- Saro London
- Saunders-Roe Princess
- Saro Skeeter
- Saunders-Roe SR.53
- Saunders-Roe SR.177
- Saunders-Roe SR.A/1

### Savoia-Marchetti
- Savoia-Marchetti S.55
- Savoia-Marchetti SM.73
- Savoia-Marchetti SM.79
- Savoia-Marchetti SM.81

### Scaled Composites
- Scaled Composites Proteus
- Scaled Composites Voyager
- Scaled Composites Boomerang
- Scaled Composites SpaceShipOne
- Scaled Composites White Knight
- Scaled Composites X-38
- Scaled Composites GlobalFlyer
- Scaled Composites Model 395
- Scaled Composites Model 396

### Schweizer
- Schweizer SGS 1-23
- Schweizer SGS 1-26
- Schweizer SGS 1-35
- Schweizer SGS 1-36 Sprite
- Schweizer SGS 2-22
- Schweizer SGS 2-32
- Schweizer SGS 2-33
- Schweizer 269
- Schweizer 300
- Schweizer 330
- Schweizer X-26 Frigate

### Scion
- Scion Senior

### Scott
- Scott SE.5

### Scottish Aviation
- Scottish Aviation Bulldog
- Scottish Aviation Pioneer
- Scottish Aviation Twin Pioneer

### SEA
- SEA I
- SEA II
- SEA III
- SEA IV

### SEPECAT
- SEPECAT Jaguar

### Sequoia
- Sequoia Falco

### Seversky
- Seversky FN
- Seversky P-35
- Seversky XP-41

### Sfreddo & Paolini
(Sfreddo & Paolini S.A.)
- SyP I
- SyP II
- Tucán T-1

### Shanghai
- Shanghai Y-10

### Shenyang
- Shenyang J-5
- Shenyang J-6
- Shenyang J-8

### Shin Meiwa
- Shin Meiwa PS-1
- Shin Meiwa US-1

### Short
- Short 184
- Short 320
- Short 330
- Short 360
- Short Belfast
- Short Bomber
- Short C-23 Sherpa
- Short R.24
- Short R.31
- Short Rangoon
- Short S.8 Calcutta
- Short S.23 Empire
- Short S.26M
- Short Seaford
- Short Singapore
- Short Skyvan
- Short Stirling
- Short Sunderland
- Short Tucano

### SIAI Machetti
- SIAI Marchetti S.205
- SIAI Marchetti S.208
- SIAI Marchetti S.210
- SIAI Marchetti S.211
- SIAI Marchetti SF.250 and SF.260

### Siat
- Siat Flamingo

### Siebel
- Siebel Fh 104 Hallore
- Siebel Si 201
- Siebel Si 202 Hummel
- Siebel Si 204

### Siemens-Schuckert
- Siemens-Schuckert D.I
- Siemens-Schuckert D.II
- Siemens-Schuckert D.III
- Siemens-Schuckert D.IV

### Sikorsky Aircraft Corporation
- Sikorsky Alexander Nevsky
- Sikorsky C-6
- Sikorsky C-28
- Sikorsky CH-19 Chickasaw
- Sikorsky CH-34 Choctaw
- Sikorsky CH-37 Mojave
- Sikorsky CH-53 Sea Stallion
- Sikorsky CH-54 Tarhe
- Sikorsky CH-124 Sea King
- Sikorsky CH-126
- Sikorsky Cypher
- Sikorsky Cypher II
- Sikorsky H04
- Sikorsky H-3 Sea King
- Sikorsky H-5
- Sikorsky HH-60 Pave Hawk
- Sikorsky Hoverfly
- Sikorsky Ilya Muromets
- Sikorsky S-1
- Sikorsky S-2
- Sikorsky S-3
- Sikorsky S-4
- Sikorsky S-5
- Sikorsky S-6
- Sikorsky S-7
- Sikorsky S-8
- Sikorsky S-9
- Sikorsky S-10
- Sikorsky S-11
- Sikorsky S-12
- Sikorsky S-16
- Sikorsky S-17
- Sikorsky S-18
- Sikorsky S-19
- Sikorsky S-20
- Sikorsky S-29-A
- Sikorsky S-30
- Sikorsky S-31
- Sikorsky S-32
- Sikorsky S-33
- Sikorsky S-34
- Sikorsky S-35
- Sikorsky S-36
- Sikorsky S-37
- Sikorsky S-38
- Sikorsky S-39
- Sikorsky S-40
- Sikorsky S-41
- Sikorsky S-42
- Sikorsky S-43
- Sikorsky S-44
- Sikorsky S-51 Dragonfly
- Sikorsky S-55
- Sikorsky S-58
- Sikorsky S-62
- Sikorsky S-76
- Sikorsky S-92 Helibus/H-92 Superhawk
- Sikorsky SH-3 Sea King
- Sikorsky SH-60 Sea Hawk
- Sikorsky SH-60 Seahawk
- Sikorsky Skycrane
- Sikorsky UH-53
- Sikorsky UH-60 Black Hawk
- Sikorsky X-wing
- Sikorsky Piasecki X-49

### Sino Swearingen
- Sino Swearingen SJ-30

### Slingsby
- Slingsby T21 Sedburgh
- Slingsby T67 Firefly

### SNCAC
- SNCAC NC.700, NC.701 & NC.702 Martinet

### Snow Aeronautical
- Snow S-1
- Snow S-2

### SOCATA
- SOCATA Diplomate
- SOCATA Gulfstream
- SOCATA Horizon
- SOCATA MS 180
- SOCATA MS 250
- SOCATA Rallye
- SOCATA Tampico
- SOCATA Tangara
- SOCATA TBM-700
- SOCATA Tobago
- SOCATA Trinidad

### SOKO
- Soko 522
- Soko G-2 Galeb
- Soko G-3 Galeb
- Soko G-4 Super Galeb
- Soko J-20 Kraguj
- Soko J-21 Jastreb
- Soko J-22 Orao
- Soko S-55

### Sonex, Ltd.
- Sonex
- Waiex
- Xenos

### Sopwith
- Sopwith 1½ Strutter
- Sopwith 3-Seater
- Sopwith Baby
- Sopwith Camel
- Sopwith Cuckoo
- Sopwith Dolphin
- Sopwith Pup
- Sopwith Snipe
- Sopwith Tabloid
- Sopwith Triplane

### SPAD
- SPAD S.VII
- SPAD S.XIII

### Spartan
- Spartan C-71 Executive

### Stampe
- Stampe SV 4B

### Stearman
- Stearman A-21
- Stearman Kaydet

### Stinson
- Stinson C-81 Reliant
- Stinson C-91
- Stinson L-13
- Stinson Reliant
- Stinson Voyager

### Stout
- Stout C-65 Skycar
- Stout C-107 Skycar

### Stroukoff
- Stroukoff C-134 Pantobase

### Sud Aviation
- Sud Aviation Caravelle
- Sud Aviation Super-Caravelle
- Sud Aviation Vautour

### Sud-Est
- Sud-Est Armagnac
- Sud-Est SE5003 Baroudeur

### Sukhoi
- Sukhoi Russian Regional Jet
- Sukhoi S-80
- Sukhoi Su-2
- Sukhoi Su-7
- Sukhoi Su-9
- Sukhoi Su-11
- Sukhoi Su-15
- Sukhoi Su-17
- Sukhoi Su-20
- Sukhoi Su-22
- Sukhoi Su-24
- Sukhoi Su-25
- Sukhoi Su-26
- Sukhoi Su-27
- Sukhoi Su-29
- Sukhoi Su-30
- Sukhoi Su-31
- Sukhoi Su-32
- Sukhoi Su-33
- Sukhoi Su-34
- Sukhoi Su-35
- Sukhoi Su-37
- Sukhoi Su-47

### Supermarine
- Supermarine Attacker
- Supermarine Scapa
- Supermarine Scimitar
- Supermarine Sea Otter
- Supermarine Seafire
- Supermarine Seagull
- Supermarine Southampton
- Supermarine Spitfire
- Supermarine Stranraer
- Supermarine Swift
- Supermarine Walrus

Lista de aviões: Pré-1914 | A-B | C-D | E-H | I-M | N-S | T-Z
N - O - P - Q - R - S